# 이명규 (1956년)
이명규(李明奎, 1956년 1월 10일(음.1955년 11월 28일) ~ , 경상북도 김천시)은 대한민국의 변호사 출신 정치인이다. 3선 대구 북구청장, 제17·18대 국회의원을 지냈다.

## 학력
- 1961년 3월 ~ 1967년 2월: 대구수창초등학교
- 1967년 3월 ~ 1970년 2월: 대구중학교
- 1970년 3월 ~ 1973년 2월: 대구고등학교
- 1973년 3월 ~ 1980년 2월: 영남대학교 법학과
- 1980년 3월 ~ 1988년 2월: 영남대 대학원 법학 석사
- 2002년 : 영남대 대학원 법학 박사

## 경력
- 사법고시 합격(30회)
- 변호사 활동
- 영남대 객원교수
- 1995년 7월 1일 ~ 1998년 6월 30일: 23대 대구 북구청장(무소속, 대구의 민선 최연소 기초단체장)
- 1997.12.3 한나라당 입당
- 1998년 7월 1일 ~ 2003년 12월 15일: 24대 ~ 25대 대구 북구청장(한나라당, 대구의 민선 최연소 기초단체장)
- 2004년 5월 30일 ~ 2008년 5월 29일: 제17대 국회의원(대구 북구 갑), 초선
- 2008년 5월 30일 ~ 2012년 5월 29일: 제18대 국회의원(대구 북구 갑), 재선

## 국회
- 2004년 ~ 2005년: 행정자치위원회 위원
- 2004년 ~ 2005년: 정치개혁특별위원회 위원
- 2005년 ~ 2006년: 정무위원회 위원
- 2005년: 국회운영위원회 위원
- 2005년: 중국의 고구려사 왜곡 특별대책위원회 위원
- 2006년: 대법원장(이용훈)임명동의에 관한 인사청문 특별위원회 위원
- 2006년: 산업자원위원회 위원, 간사
- 2007년: 예산결산특별위원회 위원
- 2007년: 헌법재판소장(이강국)임명동의에 관한 인사청문 특별위원회 위원
- 2008년: 지식경제위원회 위원

## 한나라당
- 2004년: 지방자치위원회
- 2004년: 법률지원단
- 2004년: 재해대책특위
- 2004년: 정부개혁 지방분권특위
- 2004년: 중국의 고구려사 왜곡특위
- 2005년: 양극화해소를 위한 따뜻한 사회 추진위
- 2005년 ~ 2006년: 원내부대표
- 2006년: 혁신위원회 위원
- 2006년 ~ 2007년: 여의도연구소 1부소장
- 2006년: 대구시장 인수위 자문위원장
- 2006년: 대구시당 수석부위원장
- 2007년: 지방자치위원장
- 2007년: 대통령선거 중앙대책위 한반도대운하 특위 지도위원
- 2007년: 대통령선거 직능정책본부 산자위원장
- 2007년: 대통령선거 대구 선대위 조직본부장
- 2008년 4월: 한나라당 제1사무부총장
- 2008년: 한나라당 전략기획본부장
- 2011년 5월 ~ 2012년 2월: 한나라당 원내수석부대표
- 2012년 2월: 새누리당 원내수석부대표
- 2015년 12월 ~ : 북구발전전략포럼 이사장

## 논문
- 1988: 불법원인급여에 관한 연구(석사)
- 2002: 중국 계약법제 연구(박사)

## 역대 선거 결과
|  | 61.61% |

|  | 72.85% |

|  | 77.20% |

|  | 73.23% |

|  | 52.58% |

|  | 0.00% |